# قطعنامه ۹۵۸ شورای امنیت
قطعنامه ۹۵۸ شورای امنیت سازمان ملل متحد که در تاریخ ۱۹ نوامبر ۱۹۹۴ تصویب شد، سندی بین‌المللی دربارهٔ یوگسلاوی سابق است. این قطعنامه طی نشست ۳۴۶۱ام با ۱۵ رای موافق، ۰ مخالف و ۰ ممتنع تصویب شد.